# Henry Cushier Raven
Henry Cushier Raven (* 1889; † 5. April 1944) war ein US-amerikanischer Zoologe und Anatom. Seine wissenschaftliche Arbeit beschäftigte sich hauptsächlich mit der Verbreitung von Tierarten in Ostasien, mit den Pott- und Schnabelwalen und mit der vergleichenden Anatomie von Primaten, speziell von Gorillas.

## Leben und Werdegang
Henry C. Raven wirkte zunächst seit 1907 unter bekannten Tierpräparatoren am American Museum of Natural History und ab 1910 am Colorado Museum of Natural History. 1912 wurde Raven von der Smithsonian Institution als Sammler und Forscher angestellt, um die Arbeiten von William Louis Abbott in Ostindien fortzuführen, wo er die nächsten Jahre verbrachte. 1918 wechselte er an die Cornell University als Zoologiestudent und Kurator des zoologischen Museums. 1919 sammelte er im Auftrag der Smithsonian Institution während der Cape-to-Cairo African Expedition. 1920 studierte Raven in Columbia vergleichende Anatomie bei William King Gregory. Von 1921 bis zu seinem Tod war Raven wieder am American Museum of Natural History angestellt, als Sammler auf Expeditionen und Kurator für vergleichende Anatomie.
1931 brachte Raven ein vollwaises Schimpansenkind aus Afrika mit, das bis 1934 als Familienmitglied Meshie mit seinen beiden Kindern lebte und aufwuchs.
Raven starb 1944 an Malaria, die er sich wahrscheinlich auf seiner ersten Expedition zugezogen hatte.